# Elbrinxer Marktscheune
Die Elbrinxer Marktscheune ist ein Gebäude aus dem 18. Jahrhundert im Lügder Stadtteil Elbrinxen.

## Geschichte
Im Jahre 1786 wurde der Grundstein für das zunächst als Wohn- und Wirtschaftshaus bestimmte Gebäude gelegt. Später wurde es nur noch als Scheune genutzt. 
Für das stark sanierungsbedürftige Gebäude begannen 1998 die Pläne für die Restaurierung und den Umbau. Die Fertigstellung der Restaurierung wurde im Jahr 2003 abgeschlossen. Das Projekt wurde mit öffentlichen Mitteln der Europäischen Union, des Landesverbands Lippe und dem Amt für Agrarordnung finanziert. Zusätzlich wurden rund 13.000 Stunden Eigenleistung der Bürgerschaft sowie durch Beschäftigungs- und Qualifizierungsmaßnahmen eingesetzt.
Durch die Sanierung entstand ein multifunktionaler Raum, der heute für kulturelle Veranstaltungen genutzt wird. In ihm haben etwa 160 Zuschauer Platz. Regelmäßig nutzt das Elbrinxer Laientheater das Haus für seine Aufführungen. Künstler wie Hennes Bender, Emmi und Herr Willnowsky, Maybebop und Sebastian Schnoy treten hier ebenfalls auf.
Für Versammlungen der örtlichen Vereine wurden ein kleiner Sitzungsraum und eine Küche eingerichtet. Die Rettungswache des Deutschen Roten Kreuzes ist auch in dem Gebäude untergebracht.
Betrieben wird die Elbrinxer Marktscheune vom Heimat- und Verkehrsverein Elbrinxen.